# Satake Yoshihisa
Satake Yoshihisa (佐竹 義久 1554 - 22 de Dezembro de 1601) , foi um guerreiro na era Sengoku da história do Japão, serviu a duas gerações do clã Satake (Satake Yoshishige e Satake Yoshinobu), ele tinha sob seu comando o castelo de Budo que se localizava na província de Hitachi na Região de Kanto.

## Vida
Alguns anos antes de se tornar um militar, o seu clã o Satake estava ainda unificando a província de Hitachi, haviam alguns clã que  dividiam a província, mas com o tempo o clã Satake foi crescendo e aos poucos dominando a província. Quando Yoshihisa atingiu a idade para se tornar um militar , ele ficou responsável pelo castelo de Budo. Yoshihisa tinha um bom conhecimento de Artes marciais e Diplomacia.

## Subida ao poder
Anos mais tarde o clã Satake se viu ameaçado no sul pelo Clã Go-Hōjō sob comando de Hōjō Ujinao (1562–1591) e no norte pelo clã Date sob comando de Date Masamune. Mas em 1590 Satake Yoshinobu líder do clã, prometeu lealdade a Toyotomi Hideyoshi durante o Cerco de Odawara o que fez manter suas terras. Após a queda de Odawara , em 1591 Yoshihisa serviu como magistrado do clã Toyotomi.  E assim ganhou confiança de Hideyoshi, ele também participou da Invasão a Koreia, junto com outros guerreiros famosos. 

## Morte
Em 1600 o clã Satake se juntou ao Exercito Ocidental na Batalha de Sekigahara,com a derrota do exercito Ocidental os Satake tiveram oportunidade manter suas terras, mas como punição tiveram que transferir seu feudo para o Domínio de Kubota na província de Dewa.  Só que antes disso ocorrer o Satake Yoshihisa havia falecido de doença.

## Filhos
- Yoshikazu Satake (ou Yoshimi ). Sucedido por Satake Higashiya.
- Data Senmun filha de Yoshihisa e filha adotiva Morishige Kokubu.
- Otsuka Ryunosuke.

## Links
- Satake Yoshihisa] na wikipédia japonesa